# Каталог опорных звёзд
Каталог опорных звёзд (англ. The Guide Star Catalog (GSC)), также известен как Ориентировочный Каталог Космического Телескопа Хаббла (англ. Hubble Space Telescope, Guide Catalog (HSTGC)). Это звёздный каталог, составленный для помощи космическому телескопу Хабблу с нацеливанием внеосевых звёзд. GSC-I содержал приблизительно 20 миллионов звёзд с видимыми величинами от 6 до 15. GSC-II содержит 945.592.683 звезды, к величинам до 21. Насколько это возможно, двойные звёзды и не-звёздные объекты были исключены или помечены как не отвечающие требованиям датчиков точного наведения FGS. Это первый звёздный каталог полного неба созданный специально для навигации в космическом пространстве.

## История

### Версия 1.0
Первая версия этого каталога была опубликована в 1989 году путём оцифровки фотопластинки, полученной в результате двух обзоров неба: Palomar Schmidt Quick-V — для северного полушария и UK Schmidt SERC-J — для южного. Каталог содержит объекты в диапазоне 7-16 звёздной величины. Классификация была смещена, чтобы избежать использование не-звёздных объектов в качестве ориентиров. Фотометрия была проведена на основе фотоэлектрической последовательности (с магнитудой от 9 до 15) вблизи центра каждой пластины Шмидта. Звёздная фотометрия была выполнена таким образом, чтобы систематически отвергать галактики. Астрометрию определяли с помощью каталогов звёзд AGK3, SAOC или CPC в зависимости от склонения пластины. Хотя относительная астрометрия (требуется для хаббла) составляет около 0,3 угловых секунды, известны систематические ошибки вблизи кромок листа от 1 до 2 угловых секунд.

### Версия 1.1
Впервые пересмотренная версия каталога была опубликована в 1992 году. Входной Каталог Тихо был создан международным консорциумом Hipparcos/Тихо в рамках подготовки к спутниковым миссиям Hipparcos. Был создан каталог, содержащий наилучшие имеющиеся данные для всех звёзд вплоть до 11 звёздной величины. Добавлены данные ярких звёзд из этого каталога, чтобы создать полный каталог всего неба до предельной величины каталога GSC. Кроме того, благодаря оптическим искажения многие из ложных объектов были выявлены и исправлены. Ряд астрографических пластин с центром на южном полушарии ярких звёзд (ярче 3 величины) также были обработаны и добавлены в каталог.

### Версия 1.2
Версия 1.2 была опубликована в 2001 году. Она была подготовлена в сотрудничестве с Astronomisches Rechen-Institut в Гейдельберге. Эта версия снижает пластины на основе позиционно-зависимой и величина зависит от систематических ошибок. Были использованы обозначения каталогов PPM и AC, а абсолютная погрешность положения была сокращена до 0,3 и 0,4 угловых секунд.

## Формат каталога
При цитировании информации в каталоге, формат GSC FFFFF-NNNNN,.

## Каталог опорных звёзд II
Значительное расширенная версия каталога была опубликована в 2008 году. Каталог опорных звёзд II (GSC-II) был составлен отделением Научного института космического телескопа. Он имеет записи для 945,592 683 млн звёзд, и имеет позиции, классификации и величины для 455,851237 млн звёзд. Последняя редакция этого каталога (версии 2.3.2) активно используется для ориентации Космического телескопа Хаббла.